# Кубок Порше 944 Турбо
Кубок Порше 944 Турбо (Porsche 944 Turbo Cup) — монокубок, проводимый в Германии на автомобилях Порше 944 Турбо в 1986-1989 г. В связи с прекращением производства Порше 944 в 1991 г. и запуском Порше 964 в 1989 г., был заменен Кубком Порше Каррера. За свою короткую историю Кубок, тем не менее, успел привлечь многих именитых, а также перспективных (и впоследствии прославившихся) гонщиков — Иоахима Винкельхока, Харальда Грохса, Роланда Аша, Курта Тиима.

## Техника
Первоначально Порше выпускала специальные версии машины, но затем стала переоборудовать машины сходившие с конвейера. Машины развивали 220 л. с.(крутящий момент 330 нм) в 1986 г. и 250 л. с.(крутящий момент 350 нм) с 1987 г., масса машины составляла 1280 кг.

## Гонки
Сезон состоял из 7-10 этапов, проходивших в рамках поддержки различных гонок, в том числе ДТМ. В ходе этапа проводилась одна гонка. Начисление очков производилось по системе 50-45-40-36-32-29-26-24-22-20-18-16-14-12-11-10-9-8-7-6-5-4-3-2-1.

## Чемпионы
| Год  | 1е место          | 2е место          | 3е место        |
| ---- | ----------------- | ----------------- | --------------- |
| 1989 | Роланд Аш         | Йорг ван Оммен    | Энди Бовензипен |
| 1988 | Роланд Аш         | Георг Пачер       | Рудигер Шмит    |
| 1987 | Роланд Аш         | Петер Оберндорфер | Бенгт Трагард   |
| 1986 | Иоахим Винкельхок | Йорг ван Оммен    | Харальд Грохс   |